# Lay Your Hands on Me
Lay Your Hands on Me is een nummer van de Amerikaanse rockband Bon Jovi. Het is de vierde single van hun vierde studioalbum New Jersey.
Het ruige nummer haalde de 7e positie in de Amerikaanse Billboard Hot 100, en de 10e positie in de Tipparade in Nederland. Verder haalde het nummer alleen in het Verenigd Koninkrijk, Australië, Nieuw-Zeeland, Oostenrijk en Zwitserland de hitlijsten.